# بریزبن رور
بریزبن رور یا تیم بریزبن رور دابلیو لیگ که با نام بریزبن رور زنان نیز شناخته می‌شود نمایدهٔ باشگاه فوتبال بریزبن رور در لیگ ملی زنان استرالیا یا همان دابلیو لیگ است.از بازیکنان شاخص این تیم می توان به دروازه بان این تیم نادین آنگرر اشاره کرد که موفق به دریافت بهترین بازیکن زن سال فیفا در سال ۲۰۱۳ شد.

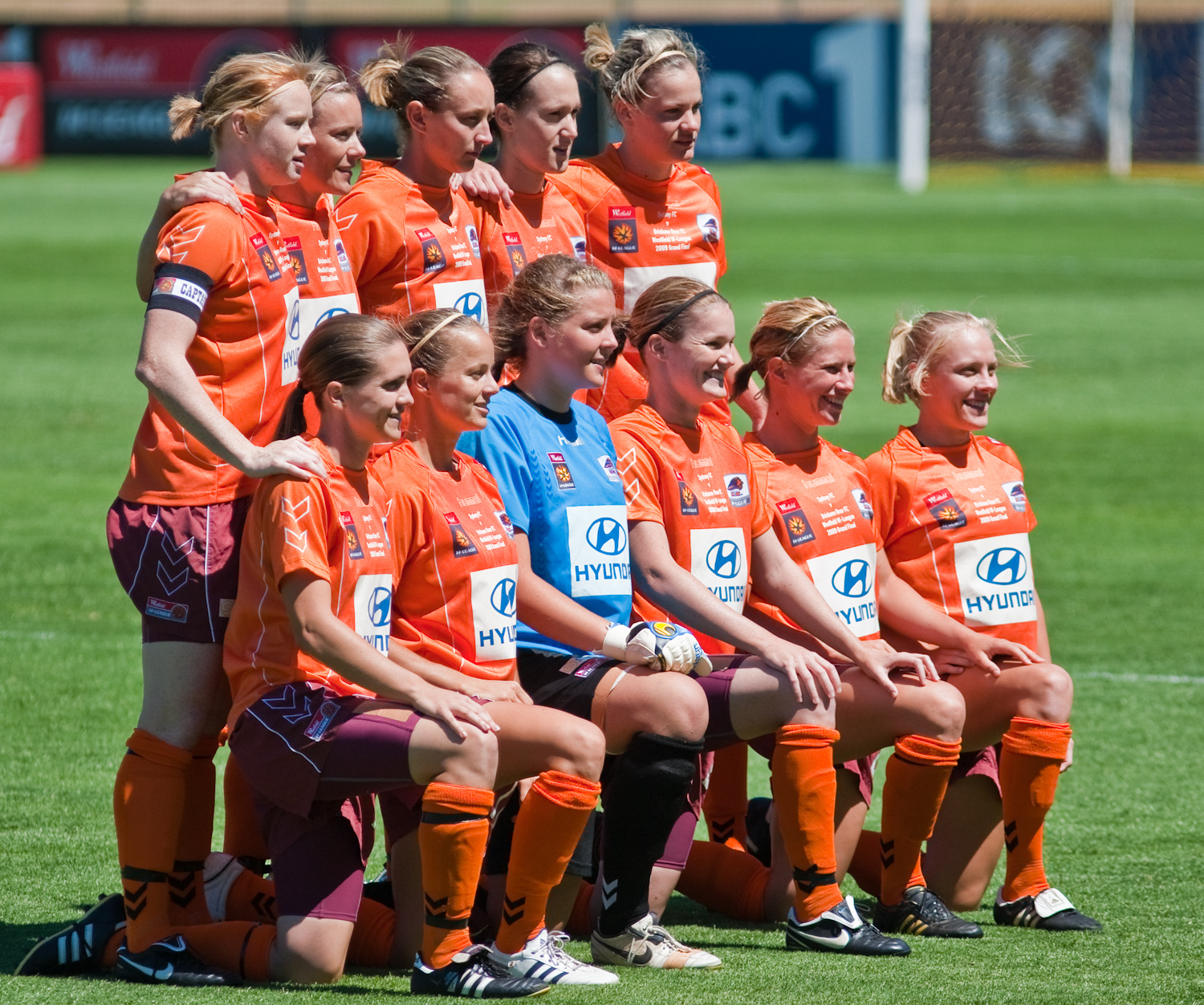
بریزبن رور(سال ۲۰۰۹)

## ورزشگاه ها
استادیوم بالیمور ورزشگاه اصلی این تیم است و در کنار آن استادیوم های پری پارک ، مرکز ورزشی و دو ومیدانی کویینزلند ، سان کرپ ، استاکلند پارک و کلیولند شوگراند به عنوان ورزشگاه های خانگی این تیم استفاده می شوند..